# 尼崎市農業公園
尼崎市農業公園（あまがさきしのうぎょうこうえん）は、兵庫県尼崎市田能にある農業公園。1983年（昭和58年）4月30日開園。

## 地理
猪名川の西岸、園田競馬場の北方に位置する。「尼崎農業公園」「田能農業公園」とも呼ばれるが、正式名は「尼崎市農業公園」である。
約3万7,000m2の広大な園内にはボタン園・ハナショウブ園・バラ園・梅林などがあり、桜やコスモスなど四季折々の花を観賞することができる。

## 施設
- ボタン園
- ハナショウブ園
- バラ園
- 梅林
- 花畑エリア
- 竹林
- 芝生広場
- ロータリー広場

## 交通
- JR「猪名寺駅」より徒歩で約20分。
- 阪神高速11号池田線「豊中南出入口」より車で約20分。